# Ardarich
Ardarich, také Arcadius či Aldigar, (? - 460?) byl král germánského kmene Gepidů. Za jeho vlády se gepidští bojovníci stali respektovaným mocenským faktorem. Ardarich byl známý svou loajalitou k hunskému vůdci Attilovi. Během jeho života patřil k jeho nejdůvěrnějším rádcům. V roce 451 tvořili Gepidové pod jeho velením v bitvě na Katalaunských polích levé křídlo hunského vojska. Po Attilově smrti v roce 453, mezi jeho syny nastal boj o vládu nad říší Hunů, což vedlo k destabilizaci Hunské říše. Této destabilizace Ardarich využil k vymanění se z hunského vazalství a získání nezávislosti pro kmen Gepidů. V roce 454 v bitvě na řece Nedao byl vůdcem koalice germánských kmenů Ostrogótů, Rugiů, Herulů a snad i Skirů a Svébů, která se postavila proti Hunům. Pod jeho vedením byli Hunové poraženi. V bitvě byl zabit Attilův syn Ellak. Ostatní Attilovi synové prchli z Panonie. Vítězstvím Ardaricha v bitvě u Nedao skončila nadvláda Hunů v Evropě.